# Rivière Moustique (Petit-Bourg)
Ne doit pas être confondu avec Rivière Moustique (Sainte-Rose) ou Rivière Moustiques.
La rivière Moustique est un petit fleuve côtier de Basse-Terre en Guadeloupe qui se jette dans l'océan Atlantique à Petit-Bourg.

## Géographie
Longue de 17,4 kilomètres, c'est l'un des cours d'eau qui coule sur le territoire de la commune de Petit-Bourg. Elle prend source au confluent de plusieurs bras ou ruisseaux au sommet du Morne Moustique à 560 mètres d'altitude, sur la commune de Petit-Bourg et possède pour principal affluent la rivière la Palmiste qui la rejoint au lieu-dit de Coletta.

## Le canyon de la rivière Moustique
Situé dans la section Duquerry, le canyon est traversable à la nage. Les eaux, sises au sein de hautes parois rocheuses ombragés par la végétation tropicale, y sont totalement transparentes. Le site est très fréquenté, en particulier au passage à gué, qui offre d'importants bassins de baignade. 

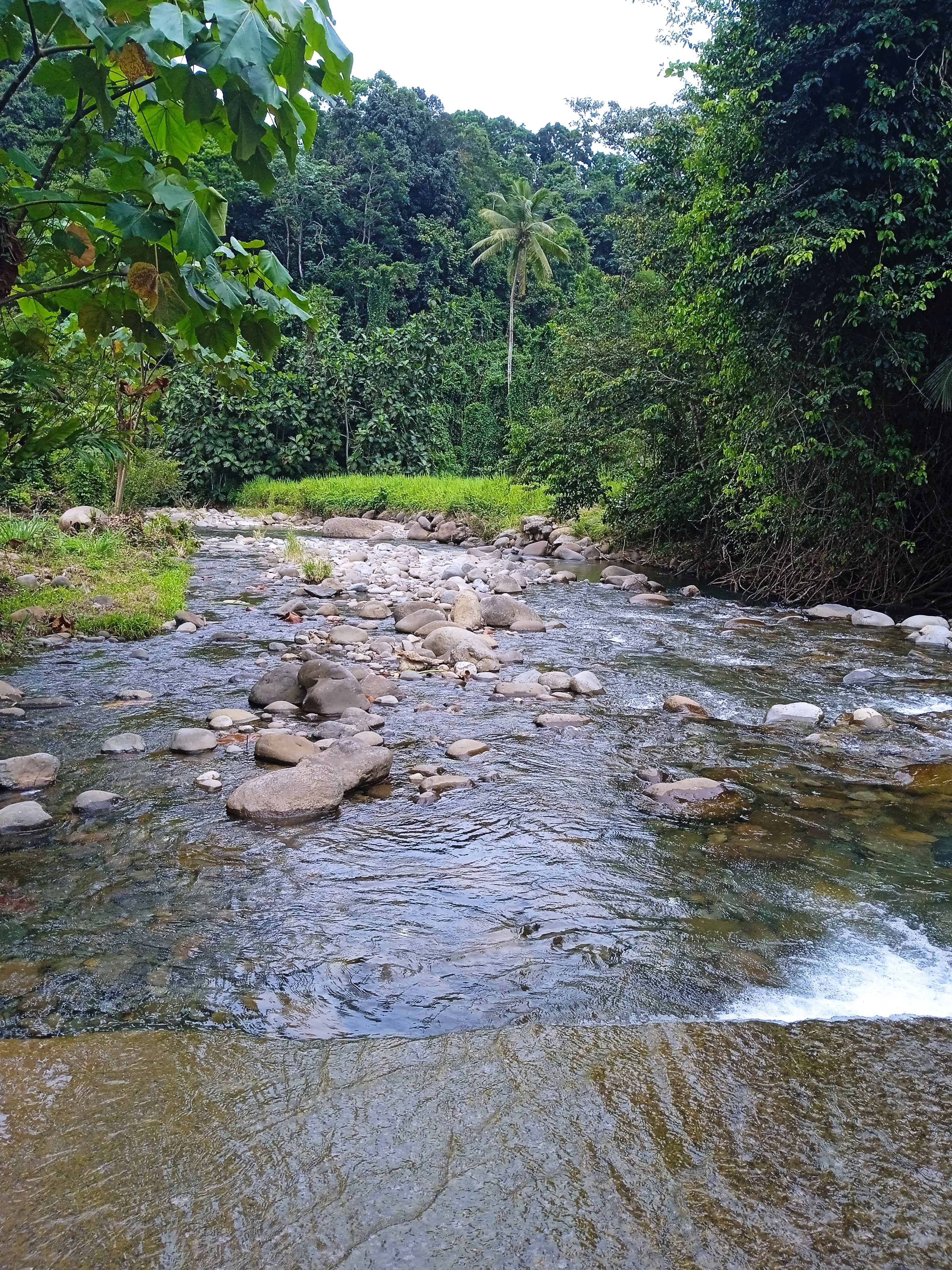
La rivière Moustique au passage à gué de Duquerry.
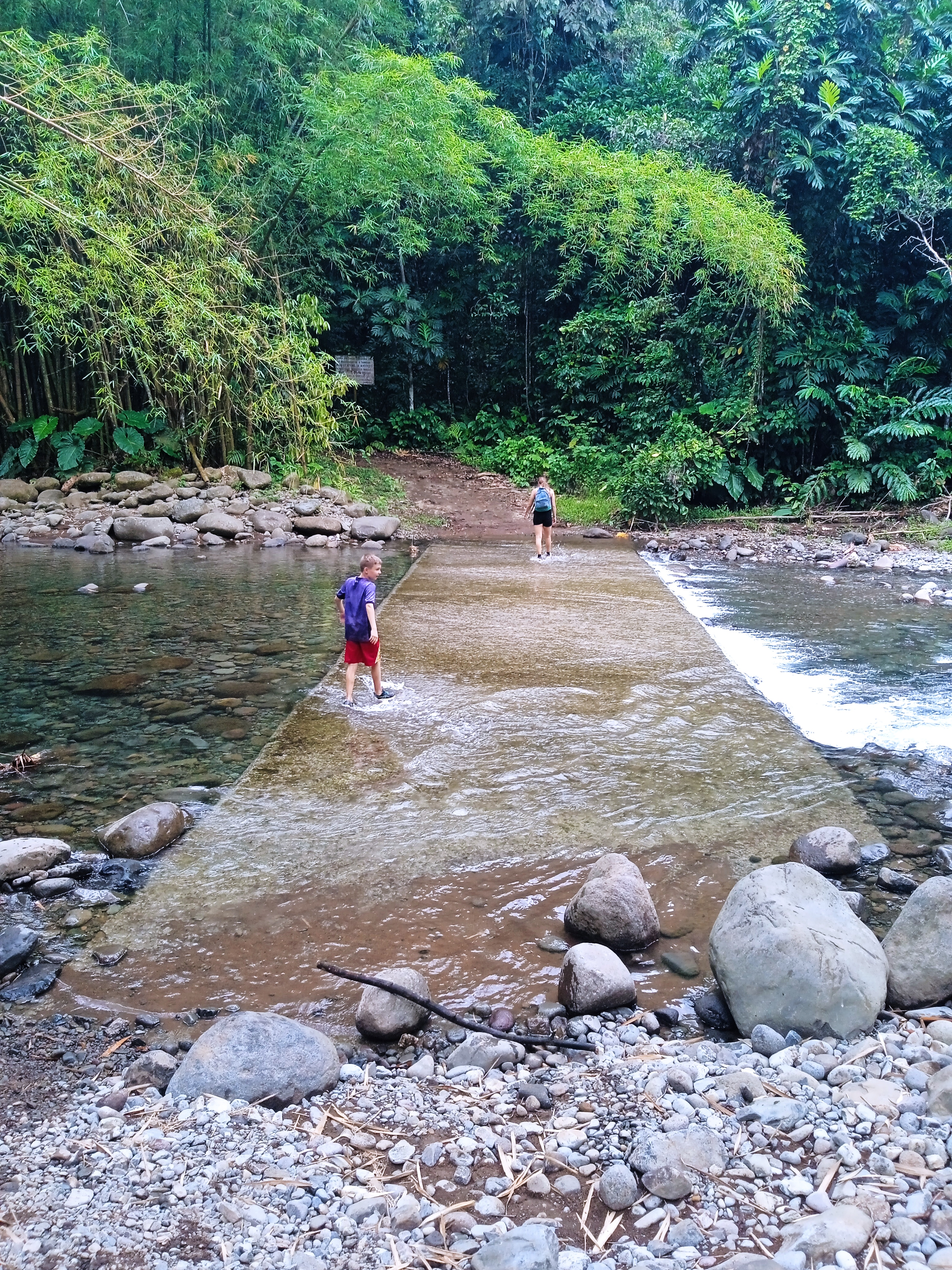
Passage à gué de Duquerry.
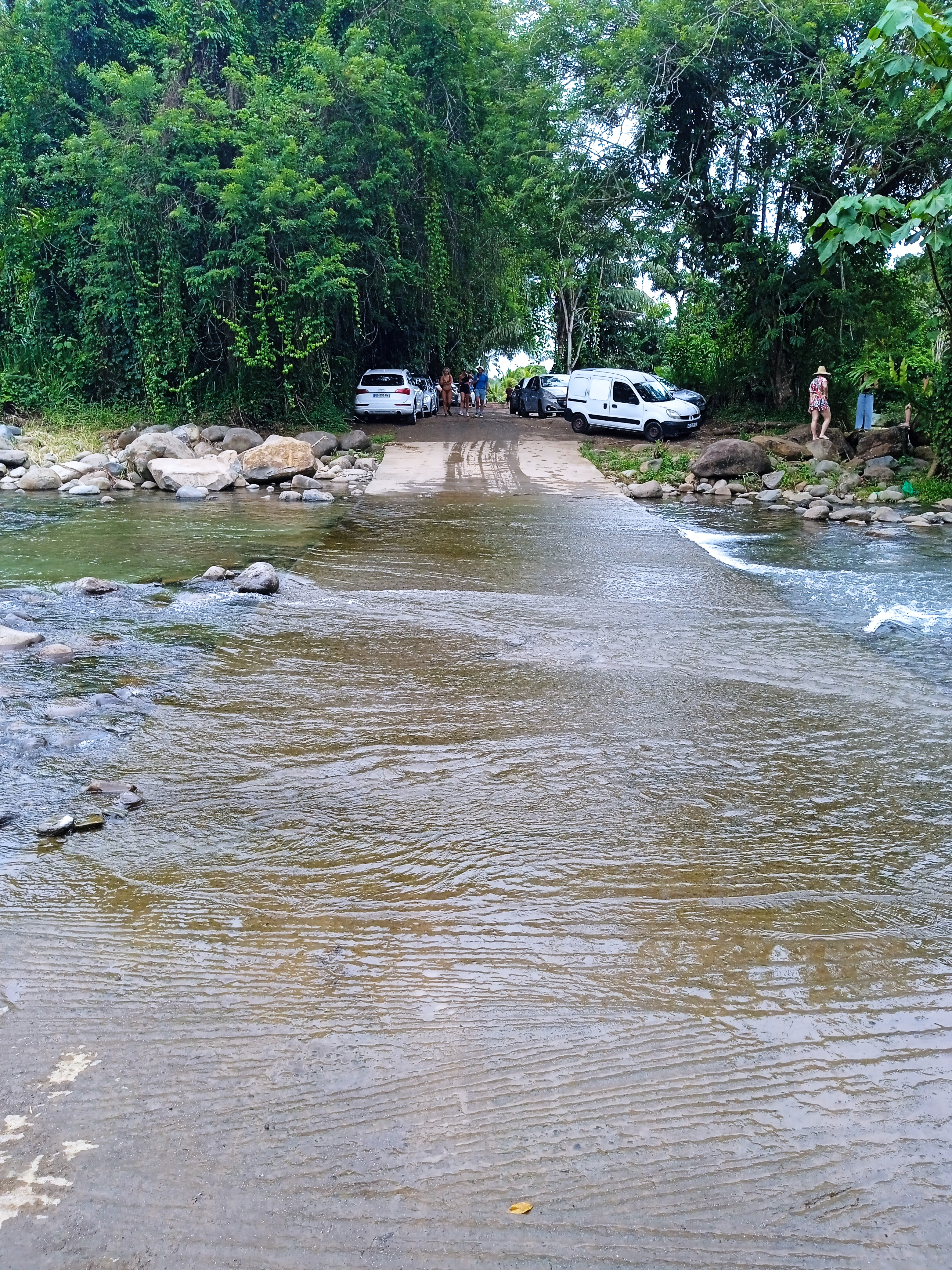
Passage à gué de Duquerry.
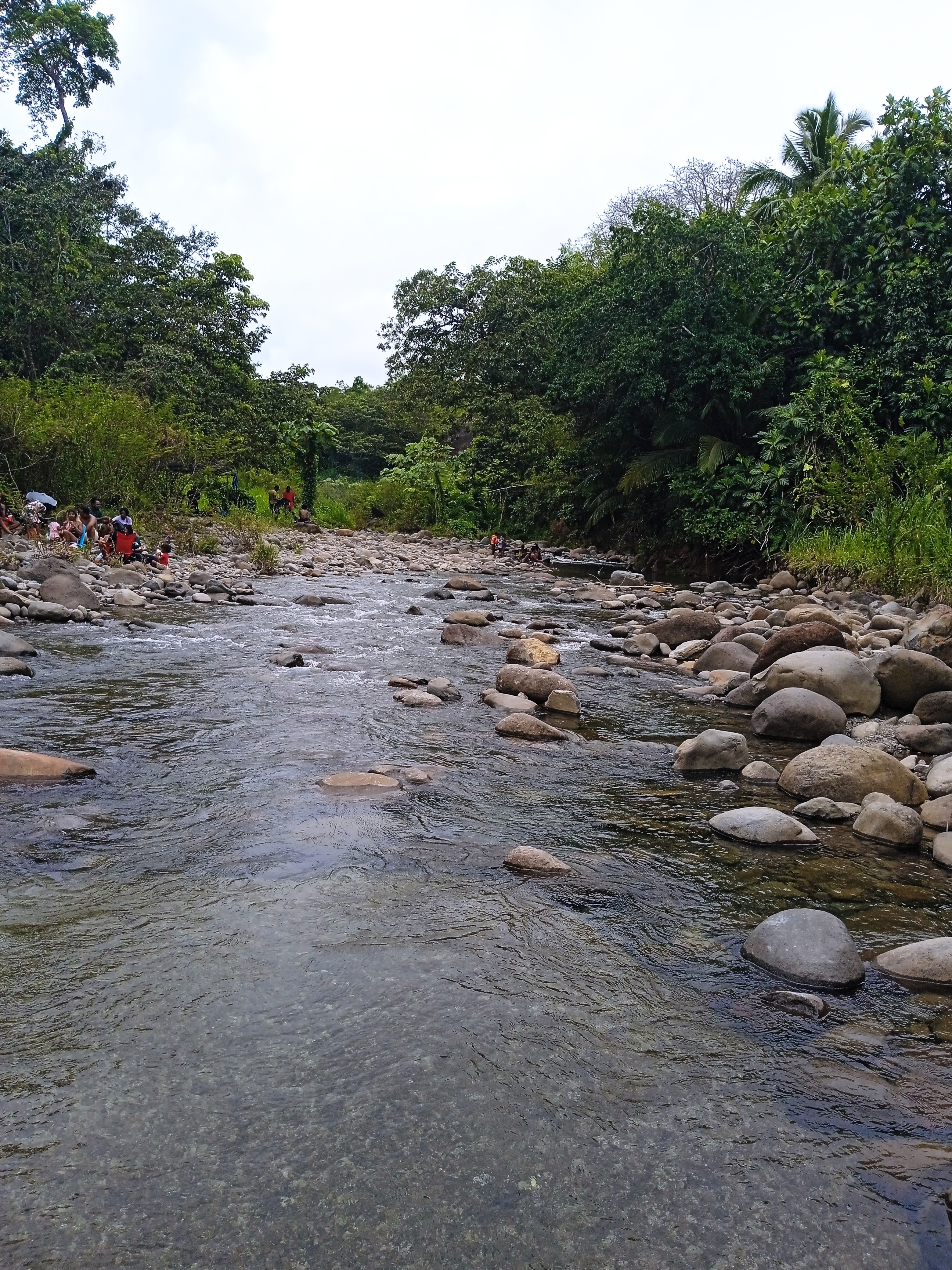
Rivière Moustique au passage à gué de Duquerry.
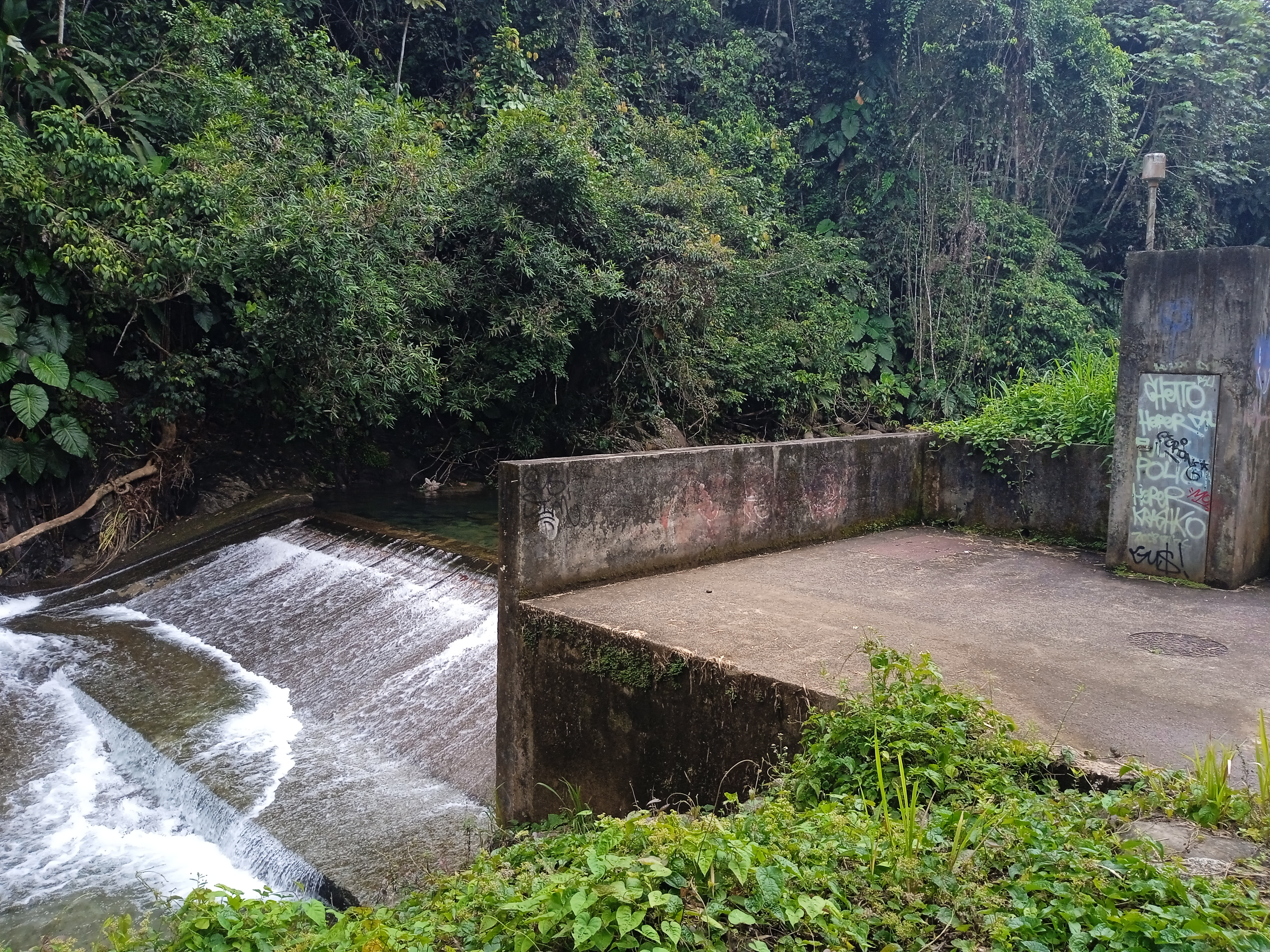
Prise d'eau de la rivière Moustique à Duquerry.
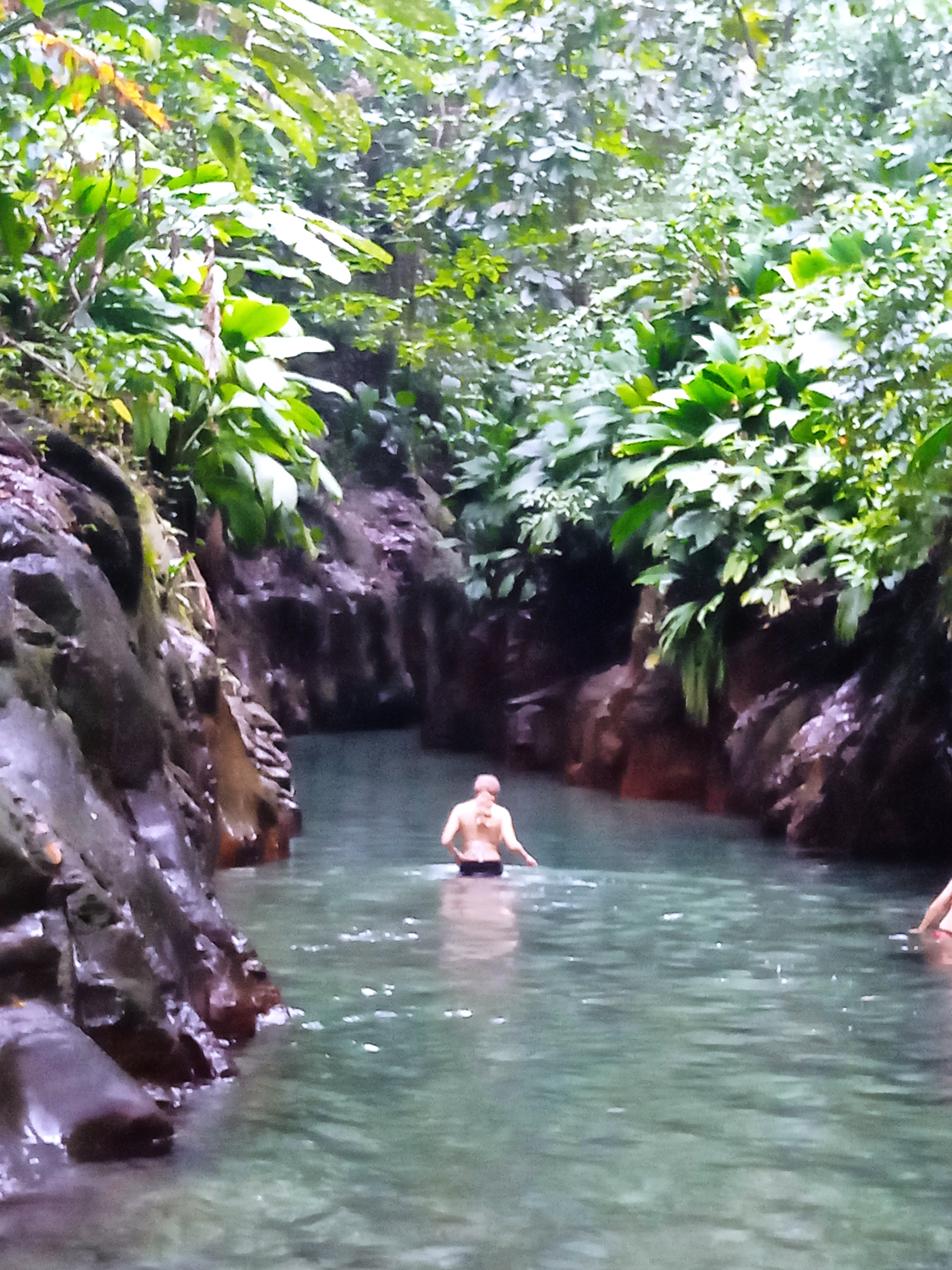
Canyon de la rivière Moustique.